# Poświęcenie Marii w świątyni (obraz Jacopa Tintoretta)
Poświęcenie Marii w świątyni (wł. Presentazione della Vergine al Tempio) – obraz autorstwa włoskiego malarza Jacopa Tintoretta.
Jest to pierwszy obraz wykonany przez Tintoretta dla kościoła Madonna dell’Orto. Pierwotnie obraz był przeznaczony na skrzydła organów i z tego powodu był podzielony na dwie części. Temat został zaczerpnięty z tradycji chrześcijańskiej. Tintoretto ukazał scenę obrazującą legendę opowiadającą o trzyletniej Marii, która sama weszła po stromych schodach do Świątyni Jerozolimskiej. Na szczycie oczekuje na nią arcykapłan. U dołu schodów widoczna jest inna dziewczynka w towarzystwie matki, która wskazuje na Marię. Jest to kontrast losów dwóch postaci, żywota przyziemnego i nadzwyczajnego przeznaczenia. Piętnaście stopni po których wchodzi Mari odnoszą się do piętnastu psalmów śpiewanych przez pielgrzymów podczas corocznych procesji świątecznych. Bogato zdobione stopnie schodów przypominają Scala dei Giganti z wnętrza dziedzińca Pałacu Dożów. Obraz zawiera wiele niewyjaśnionych i niejasnych dziś symboli i alegorii.